# Bahnstrecke Tidaholm–Åsarp
| ehemaliger Bahnhof in Tidaholm |                      |                                                      |                                                      |
| Streckennummer: | TJ                   |                                                      |                                                      |
| Streckenlänge: | 32 km                |                                                      |                                                      |
| Spurweite: | 1435 mm (Normalspur) |                                                      |                                                      |
| Maximale Neigung: | 16 ‰                 |                                                      |                                                      |
| Minimaler Radius: | 300 m                |                                                      |                                                      |
| Streckengeschwindigkeit: | 40 km/h              |                                                      |                                                      |
| |                      |                                                      |                                                      |
| \| \| \| Tidaholms bruk[1] \| \| \| \| 23,9 \| Tidaholm \| Tidaholm \| \| \| \| Tidaholm rangerbangård (1906 vorläufiger Endbahnhof) \| \| \| \| \| Bahnstrecke Tidaholm–Svensbro nach Svensbro \| (Schmalspur) \| \| \| 22,9 \| Marbotorp (1942–1984) \| Marbotorp (1942–1984) \| \| \| 20,9 \| Baltak \| Baltak \| \| \| 19,0 \| Madängsholm \| Madängsholm \| \| \| 17,3 \| Suntakstan \| Suntakstan \| \| \| 15,6 \| Suntak \| Suntak \| \| \| 13,9 \| Åhägne \| Åhägne \| \| \| 11,4 \| Folkabo \| Folkabo \| \| \| 9,6 \| Hångsdala \| Hångsdala \| \| \| 7,8 \| Hundstorp \| Hundstorp \| \| \| 5,4 \| Kälvene \| Kälvene \| \| \| 3,1 \| Vartofta gård \| Vartofta gård \| \| \| \| \| \| \| \| \| Bahnstrecke Nässjö–Falköping von Jönköping \| \| \| \| \| \| \| \| \| 0 \| Vartofta (ehem. Pers.-Halt) \| Vartofta (ehem. Pers.-Halt) \| \| \| \| Bahnstrecke Nässjö–Falköping nach Falköping \| \| \| \| \| Bahnstrecke Falköping–Landeryd von Falköping \| \| \| \| 4,4 \| Smula \| Smula \| \| \| 8,0 \| Åsarp \| Åsarp \| \| \| \| Bahnstrecke Falköping–Landeryd nach Landeryd \| \| |                      |                                                      |                                                      |
| Betriebsstelle Streckenanfang (Strecke außer Betrieb) · Betriebsstelle Streckenanfang (Strecke außer Betrieb) |                      | Tidaholms bruk                                       | Tidaholms bruk                                       |
| Bahnhof (Strecke außer Betrieb) · Bahnhof (Strecke außer Betrieb) | 23,9                 | Tidaholm                                             | Tidaholm                                             |
| Strecke (außer Betrieb) · Dienststation / Betriebs- oder Güterbahnhof (Strecke außer Betrieb) |                      | Tidaholm rangerbangård (1906 vorläufiger Endbahnhof) | Tidaholm rangerbangård (1906 vorläufiger Endbahnhof) |
| Strecke nach rechts (außer Betrieb) · Strecke (außer Betrieb) |                      | Bahnstrecke Tidaholm–Svensbro nach Svensbro          | (Schmalspur)                                         |
| Haltepunkt / Haltestelle (Strecke außer Betrieb) | 22,9                 | Marbotorp (1942–1984)                                | Marbotorp (1942–1984)                                |
| Haltepunkt / Haltestelle (Strecke außer Betrieb) | 20,9                 | Baltak                                               | Baltak                                               |
| Bahnhof (Strecke außer Betrieb) | 19,0                 | Madängsholm                                          | Madängsholm                                          |
| Haltepunkt / Haltestelle (Strecke außer Betrieb) | 17,3                 | Suntakstan                                           | Suntakstan                                           |
| Bahnhof (Strecke außer Betrieb) | 15,6                 | Suntak                                               | Suntak                                               |
| Haltepunkt / Haltestelle (Strecke außer Betrieb) | 13,9                 | Åhägne                                               | Åhägne                                               |
| Bahnhof (Strecke außer Betrieb) | 11,4                 | Folkabo                                              | Folkabo                                              |
| Haltepunkt / Haltestelle (Strecke außer Betrieb) | 9,6                  | Hångsdala                                            | Hångsdala                                            |
| Haltepunkt / Haltestelle (Strecke außer Betrieb) | 7,8                  | Hundstorp                                            | Hundstorp                                            |
| Bahnhof (Strecke außer Betrieb) | 5,4                  | Kälvene                                              | Kälvene                                              |
| Haltepunkt / Haltestelle (Strecke außer Betrieb) | 3,1                  | Vartofta gård                                        | Vartofta gård                                        |
| Strecke von links (außer Betrieb) · Strecke nach rechts (außer Betrieb) |                      |                                                      |                                                      |
| Abzweig ehemals geradeaus und von links |                      | Bahnstrecke Nässjö–Falköping von Jönköping           | Bahnstrecke Nässjö–Falköping von Jönköping           |
| Abzweig geradeaus und ehemals von links · Strecke von rechts (außer Betrieb) |                      |                                                      |                                                      |
| Dienststation / Betriebs- oder Güterbahnhof · Strecke (außer Betrieb) | 0                    | Vartofta (ehem. Pers.-Halt)                          | Vartofta (ehem. Pers.-Halt)                          |
| Strecke nach rechts · Strecke (außer Betrieb) |                      | Bahnstrecke Nässjö–Falköping nach Falköping          | Bahnstrecke Nässjö–Falköping nach Falköping          |
| Abzweig geradeaus und von rechts (Strecke außer Betrieb) |                      | Bahnstrecke Falköping–Landeryd von Falköping         | Bahnstrecke Falköping–Landeryd von Falköping         |
| Haltepunkt / Haltestelle (Strecke außer Betrieb) | 4,4                  | Smula                                                | Smula                                                |
| Bahnhof (Strecke außer Betrieb) | 8,0                  | Åsarp                                                | Åsarp                                                |
| Strecke (außer Betrieb) |                      | Bahnstrecke Falköping–Landeryd nach Landeryd         | Bahnstrecke Falköping–Landeryd nach Landeryd         |

Die Bahnstrecke Tidaholm–Åsarp war eine normalspurige Eisenbahnstrecke in Schweden. Sie wurde in zwei Abschnitten errichtet: zwischen Tidaholm und Vartofta als Neubau in Normalspur sowie zwischen Vartofta und Åsarp als umgespurtes Teilstück der von der Ulricehamn–Vartofta Järnvägsaktiebolag (UWJ) in der Spurweite 891 mm (Schmalspur) gebauten Bahnstrecke Ulricehamn–Vartofta.

## Vorgeschichte
Bereits im Juni 1876 wurde Tidaholm von der Eisenbahn erschlossen. Damals wurde die schmalspurige Bahnstrecke Svensbro–Tidaholm (Spurweite 891 mm) von der Hjo–Stentorp Järnväg (HSJ) in Betrieb genommen. Hintergrund waren die Transporte zur 1868 eröffneten Zündholzfabrik Vulcan, die bis zu diesem Zeitpunkt mit Pferdefuhrwerken zum Bahnhof nach Stenstorp an der Västra stambana erfolgten. Mit der Eröffnung der Bahnstrecke Stenstorp–Hjo durch die Hjo–Stentorp Järnväg 1873 lag der nächstgelegene Bahnhof für die Güter in Fridenes. Nach der 1876 erfolgten Erweiterung konnten die Güter in der Zündholzfabrik direkt auf Güterwagen verladen werden. Allerdings musste weiterhin in Stenstorp auf Normalspurgüterwagen umgeladen werden, so dass nach einer kostengünstigeren Lösung gesucht wurde.
In Tidaholm gab es noch einen wichtigen Wirtschaftszweig, der die Bahn für den Transport verwendet. In Tidaholms bruk, einer 1799 gegründeten und 1890 in eine Gesellschaft umgewandelten Firma, begann 1903 der Bau von Autos, hauptsächlich Lastkraftwagen und Omnibusse. Diese Firma hatte jedoch 1933 wirtschaftliche Probleme und stellte 1934 den Fahrzeugbau ein.

## Tidaholms Järnvägsaktiebolag
Um die Jahrhundertwende schlug der Geschäftsführer der Vulcans tändsticksfabrik Hans Gustafsson den Bau einer normalspurigen Eisenbahnstrecke von Tidaholm nach Vartofta an der historischen Södra stambanan von Malmö über Nässjö nach Falköping vor. Er wurde dabei von den Brüdern Johan und Alfred von Essen unterstützt. Arvid Blomberg wurde mit der Ausarbeitung von Plänen und Kostenschätzungen beauftragt. Er veranschlagte den Bau auf 1.020.00 Kronen, die durch eine Staatsanleihe und durch ein Aktienkapital von 550.000 Kronen abgedeckt wurden.

### Streckenabschnitt Tidaholm–Vartofta
Die Konzession für die Errichtung der Strecke wurde am 1. Juli 1904 bewilligt. Am 15. September konstituierte sich die Tidaholms Järnvägsaktiebolag. Alfred von Essen wurde der erste Vorsitzende der Gesellschaft.
Arvid Blomberg wurde als Bauleiter eingesetzt, die Bauarbeiten begannen am 10. Oktober 1904 und am 14. August 1905 begann die Verlegung der ersten Schienen. Bereits am 8. November 1906 konnte Gouverneur Fabian de Geer den 24 Kilometer langen Abschnitt zwischen Tidahom und Vartofta für den öffentlichen Verkehr freigeben. Für den Bau wurden Schienen mit einem Metergewicht von 31,5 Kilogramm pro Meter verwendet.

### Streckenabschnitt Vartofta–Åsarp
Die Bahnstrecke Ulricehamn–Vartofta der Ulricehamns Järnväg wurde 1903 für 710.000 Kronen an die Västra Centralbanan (VCJ) verkauft, die den Bau der Strecke Falköping–Ulricehamn–Landeryd plante. Dabei sollte die Strecke in den Neubau der Bahnstrecke Landeryd–Falköping einbezogen und die vorhandene Strecke auf dem gleichen Planum auf Normalspur umgebaut. Aus diesem Grunde wurde der Zugbetrieb eingestellt. Der letzte Schmalspurzug fuhr am 20. August 1906 zwischen Ulricehamn und Åsarp, der letzte Zug zwischen Åsarp und Vartofta am 16. Februar 1907.
Die Strecke von Falköping nach Landeryd wurde am 21. Dezember 1906 in Betrieb genommen. Den noch bis 1907 betriebenen Schmalspurabschnitt zwischen Åsarp und Vartofta übernahm nach dem Umbau auf Normalspur die Tidaholms Järnväg für 300.000 Kronen. Die Konzession wurde übertragen und danach nahm die TJ den Betrieb auf der acht Kilometer langen Strecke am 28. Oktober 1907 wieder auf. Damit betrug die Gesamtstrecke der TJ nun 32 Kilometer, die Gesamtkosten für den Bau einschließlich des Abschnittes Åsarp–Vartofta beliefen sich auf 1,667 Millionen Kronen. Für die Zündholzfabrik in Tidaholm entfiel das kostspielige Umladen.
Bereits nach wenigen Jahren stellte die TJ fest, dass der Streckenabschnitt Åsarp–Vartofta nicht gewinnbringend betrieben werden konnte. Deshalb wurde die Schließung dieser Strecke beantragt und am 16. November 1918 der Betrieb eingestellt. Die Gleise wurden abgebaut und die Grundstücke für rund 500.000 Kronen verkauft.

## Fahrzeuge
Bereits vor der Eröffnung der Strecke wurden zwei Dampflokomotiven für den Preis von 37.960 Kronen beschafft, weitere folgten später neu oder gebraucht.
| Nummer | Name     | Bauart           | Achsfolge | Hersteller                     | Fabr.-Nr./ Baujahr | Besonderes                                                                                                   |
| ------ | -------- | ---------------- | --------- | ------------------------------ | ------------------ | --- |
| 1      | VULCAN   | Tenderlok        | 1 C t     | Nydqvist och Holm, Trollhättan | 801 1906           | 1939 an SJ, dort L10 1587, 1947 SJ S12 1585, verschrottet 1960 in Östersund                                  |
| 2      | TIDAHOLM | Tenderlok        | 1 C t     | Nydqvist och Holm, Trollhättan | 802 1906           | 1939 an SJ, dort L10 1588, 1947 SJ S12 1586, verschrottet 1960 in Östersund                                  |
| 4      | HELLIDEN | Tenderlok        | B t       | Nydqvist och Holm, Trollhättan | 968 1911           | 1939 an SJ Å5 1623, 1945 an Stora Kopparberg, Älvkarleö 3, verschrottet 1952                                 |
| 5      |          | Tenderlok        | B 1 t     | Nydqvist och Holm, Trollhättan | 254 1887           | als SJ Pb 369 gebaut, 1919 von SJ erworben, 1925 nach Frövifors verkauft, abgestellt 1930, verschrottet 1936 |
| 6      |          | Schlepptenderlok | C 2       | Motala Verkstad, Motala        | 173 1897           | als SJ Kd 519 gebaut, 1902 umnummeriert als SJ Kd2 519, 1931 von SJ an TJ, 1938 verschrottet                 |

Für den Fahrgastverkehr wurden zwei zweiachsige und zwei vierachsige Personenwagen mit insgesamt 176 Sitzplätzen und für den Gütertransport acht offene und 13 gedeckte zweiachsige Güterwagen beschafft, mit denen man eine Lastkapazität von 227 Tonnen bereitstellen konnte.
Gleich nach der Eröffnung konnte in Tidaholm nur ein vorläufiger Endbahnhof, etwa einen Kilometer von der HSJ-Station, angefahren werden. Dieser befand sich am Güterbahnhof Vamman, wo der  Güterschuppen als Bahnhofsgebäude benutzt wurde. Dort wurde der zweiständige Lokschuppen der Bahn gebaut. Grund dafür war, dass erst Ende 1906 eine Vereinbarung mit der HSJ über die gemeinsame Nutzung des bereits vorhandenen Bahnhof erzielt werden konnte. Danach fuhren die Züge bis zum endgültigen Bahnhof. Im Laufe der Jahre wurde der Fuhrpark neben den genannten Dampfloks durch einen weiteren zweiachsigen Personenwagen ergänzt.
Zur Rationalisierung des Personenverkehrs wurde 1925 ein vierachsiger dieselelektrischer Triebwagen beschafft und einer der vierachsigen Drehgestellpersonenwagen an die Ostkustbanan (OKB) weitergegeben.

## Gemeinsame Verwaltung
Die nächsten Jahre brachten wenig Änderungen, aber auch geringere Gewinne. Um die Abläufe zu optimieren, beschlossen TJ und HSJ eine gemeinsame Verwaltung der beiden Bahngesellschaften. Diese wurde 1929 eingeführt und blieb bis zur Verstaatlichung der TJ 1939 bestehen.

## Verstaatlichung
Durch die Verschlechterung der wirtschaftlichen Lage der TJ in den frühen 1930er Jahren versuchte die Verwaltung, den Staat dazu zu bewegen, die Eisenbahn zu kaufen. Angesichts der Gefahr eines Bankrotts der Gesellschaft übernahm der schwedische Staat mit der am 17. Mai 1939 beschlossenen allgemeinen Eisenbahnverstaatlichung in Schweden am 1. Juli 1939 die TJ durch Statens Järnvägar. Die Fahrzeuge gingen auf den neuen Besitzer über, der Weiterbetrieb war sichergestellt.

## Einstellung und Abbau
Auf Grund des zurückgehenden Personenverkehrs wurde dieser am 27. September 1970 eingestellt. Mit Wirkung vom 1. Januar 1989 folgte der gesamte Güterverkehr, der letzte Zug fuhr am 26. Januar. 1995 wurde die Bahn abgebaut.